# Mezőméhes
Mezőméhes (románul Miheșu de Câmpie, németül Bienendorf) falu Romániában Maros megyében, Mezőméhes község központja.

## Fekvése
Marosvásárhelytől 35 km-re északnyugatra a Mezőségi-patak bal partján fekszik.

## Története
1293-ban Mehes néven említik először. Egykor két falu Kis- és Nagyméhes volt. Az ortodox templom a falu közepén áll, református templomát 1909-ben gr. Kendeffy Gyula építtette. A Béldi család egykori kastélya megsemmisült, de az Illyés család 19. századi udvarháza szép park közepén ma is áll. 1910-ben 1300, többségben román lakosa volt, jelentős magyar kisebbséggel. A trianoni békeszerződésig Torda-Aranyos vármegye Marosludasi járásához tartozott. 1992-ben 1407 lakosából 1070 román, 203 magyar, 133 cigány, 1 német volt.